# David Rabinowitch

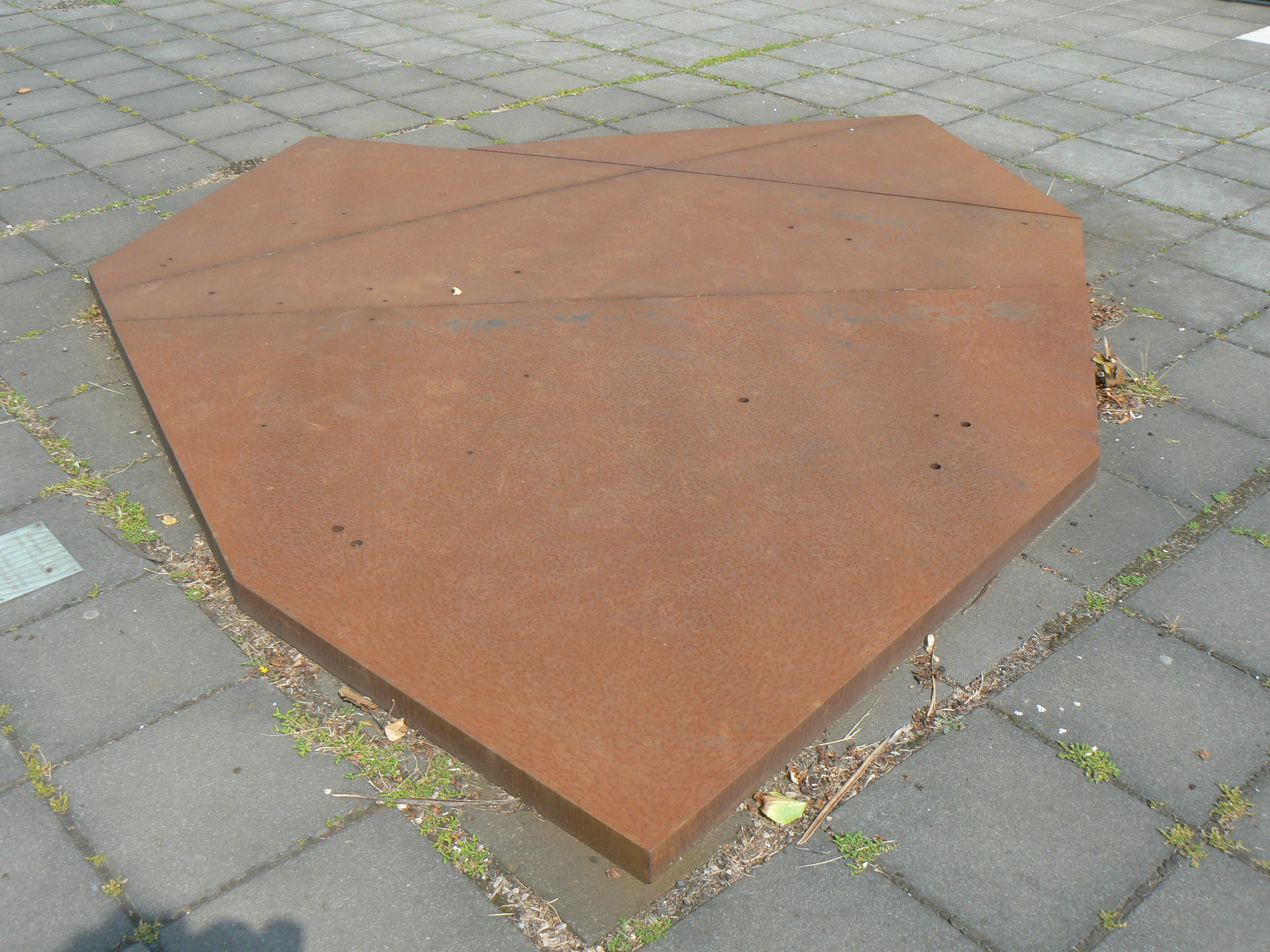
Metrical (Romanesque) Construction in 5 Masses and 2 Scales, Skulptur von David Rabinowitch im Immanuel-Kant-Park Duisburg

David Rabinowitch (* 6. März 1943 in Toronto, Ontario, Kanada; † 16. Dezember 2022 in Cleveland, Ohio, USA) war ein kanadischer Bildhauer und Zeichner.

## Leben und Werk
David Rabinowitch wurde 1943 in Toronto, Kanada geboren. Der Vater Joseph Rabinowitch war Rechtsanwalt, Maler, Amateur-Cellist und Schauspieler. Er führte den Sohn früh in philosophische Werke ein. So las David Rabinowitch Spinozas Ethik zwischen 1951 und 1955, also mit einem Alter ab acht Jahren. Mit sechzehn Jahren begann er, Kants Kritik der reinen Vernunft zu lesen. Dieses philosophische Interesse besaß zentrale Bedeutung für seine Entwicklung und floss in seine Kunst ein. Die Mutter Ruthe Calverley Rabinowitch war Malerin und nicht berufliche Architektin. Sie unterstützte die künstlerischen Anfänge des Sohnes auch handwerklich. Speziell für seine Serie der Carved Woodblock Monotypes von 1962 ist dies dokumentiert. Zwillingsbruder von David Rabinowitch ist der Bildhauer Royden Rabinowitch.
David Rabinowitch studierte von 1963 bis 1966 Naturwissenschaften und Englische Literatur an der University of Western Ontario, beschäftigte sich zeitgleich mit Malerei. Die erste Einzelausstellung fand 1968 statt. 1972 übersiedelte er nach New York und hatte von 1974 bis 1975 einen Lehrauftrag an der Yale University. Von 1984 bis 2007 war er als Professor für Bildhauerei an der staatlichen Kunstakademie Düsseldorf tätig.

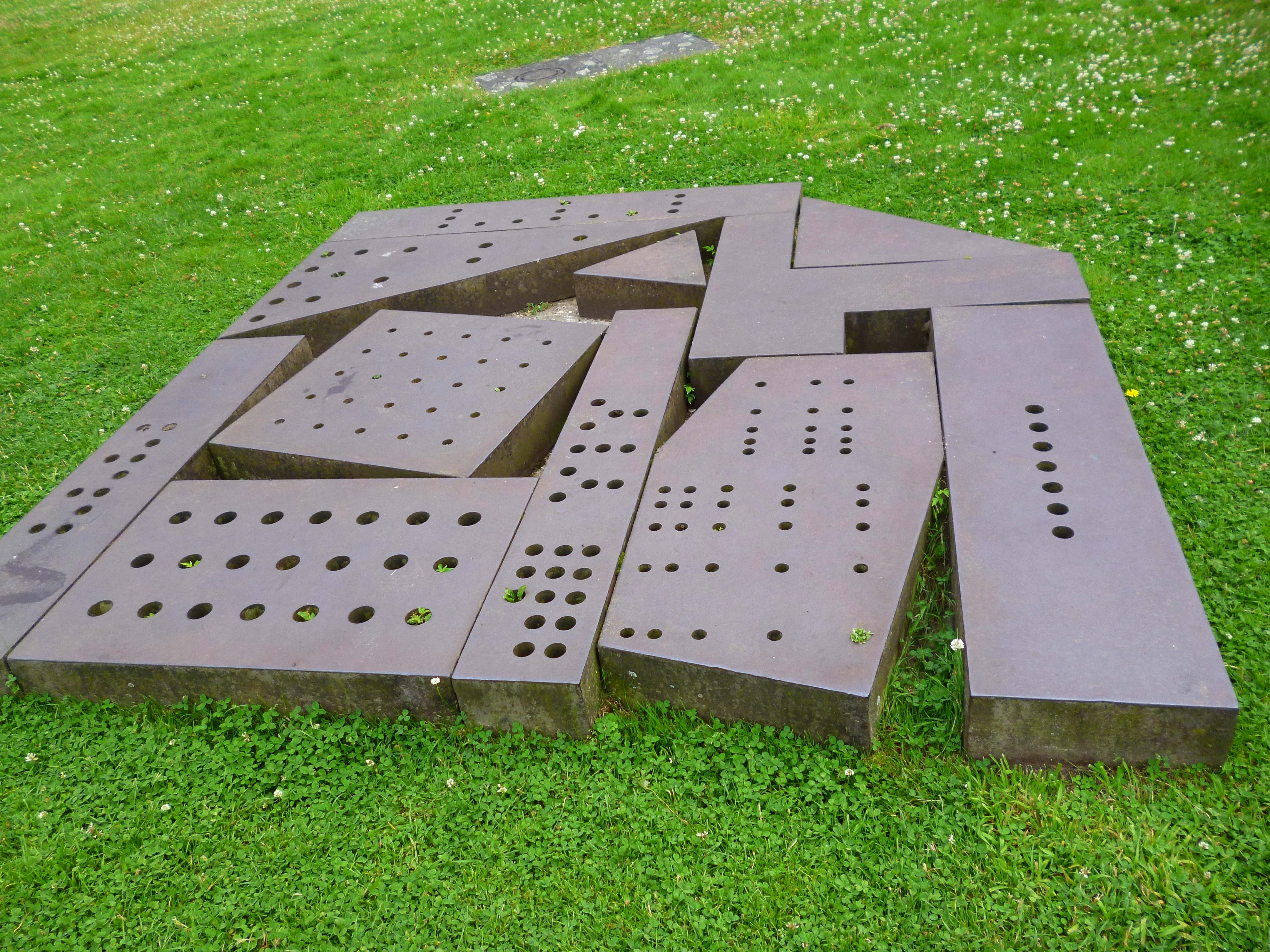
Metrical (Romanesque) Construction (1982), Skulptur von David Rabinowitch im Skulpturenpark der Kunsthalle Bielefeld

Seit 1968 stellte Rabinowitch Arbeiten aus massivem Walzblech her und arbeitete direkt am Boden.
Fasziniert von der Architektur der romanischen Kirchen Kölns, verfertigte Rabinowitsch zwischen 1973 und 1978 46 Entwurfsskizzen und 280 Werkbuchzeichnungen (Church Drawings), die er dem Sammler Willi Kemp überließ, der sie im Rahmen der Schenkung seiner umfangreichen Sammlung dem Düsseldorfer Museum Kunstpalast vermachte.

„Neben der Skulptur markiert im Werk Rabinowitchs die Zeichnung einen formal vollkommen eigenständigen Bereich. Wie die Skulpturen erheben sie den Anspruch, Wahrnehmung zu thematisieren. (…) Er strebt die Auseinandersetzung mit Volumen an und lotet variantenreich die Beziehungen zwischen Masse und Maß aus, um grundsätzlich die »Konstruktion des Sehens« zu erforschen. Im Prozess des Betrachtens sollen die Prinzipien unserer Wahrnehmung nachvollziehbar bzw. erkennbar werden.“

## Ausstellungen (Auswahl)

### Einzelausstellungen
- 2019: David Rabinowitch: Skulpturen und Zeichnungen, Galerie Wittenbrink, München
- 2015: David Rabinowitch: Church Drawings, Museum Kunstpalast, Düsseldorf
- 2012: Akira Ikeda Gallery, Tokyo, Japan
- 2004: National Gallery of Canada, Ottawa, Kanada
- 2004: Kunstmuseum Winterthur, Winterthur, Schweiz
- 2000: Westfälisches Landesmuseum für Kunst und Kulturgeschichte, Münster
- 1999: Galeria Zachęta, Warschau, Polen
- 1999: Galerie Starmach, Krakau, Polen
- 1999: Museum of Modern Art, Niepołomice, Polen
- 1998: Fogg Art Museum Harvard University, Cambridge, Massachusetts, USA
- 1993: Galerie nationale du Jeu de Paume, Paris, Frankreich
- 1988: David Rabinowitch, Kunsthalle Bielefeld, Bielefeld

### Gruppenausstellungen
- 2013: NUR SKULPTUR!, Kunsthalle Mannheim
- 2013: Die Bildhauer. Kunstakademie Düsseldorf, 1945 bis heute, Kunstsammlung Nordrhein-Westfalen, Düsseldorf
- 2011: Die Natur der Kunst, Kunstmuseum Winterthur
- 2011: Neue Farben. Eine Auswahl aus der Sammlung Kemp, Museum Kunst Palast, Düsseldorf
- 2010: Modern Times: responding to chaos Kettle´s Yard, Cambridge
- 2009: 1968. Die Große Unschuld, Kunsthalle Bielefeld
- 2008: Haus und Himmel, Museum Kurhaus Kleve
- 2007: MARTa schweigt, MARTa Herford, Herford
- 2006: Von Doig bis Rabinowitch, Provinzial Kunstmuseum Bonn
- 2004: David Rabinowitch Musée d’art contemporain de Montréal, Kanada
- 2004: National Gallery of Canada, Ottawa, Kanada
- 2000: Rabinowitch, Westfälisches Landesmuseum für Kunst und Kulturgeschichte, Münster
- 1992: David Rabinowitch, Staatliche Kunsthalle Baden-Baden
- 1989: Einleuchten, Deichtorhallen, Hamburg, Gruppenausstellung von Harald Szeemann
- 1987: documenta 8, Kassel
- 1986: Situation Kunst für Max Imdahl[9]
- 1982: documenta 7, Kassel
- 1978: Raoul De Keyser, David Rabinowitch, Richard Tuttle, Philippe Van Snick SMAK Stedelijk Museum voor Actuele Kunst, Gent, Belgien
- 1977: forum metall, Linz/OÖ
- 1977: Skulptur.Projekte, Münster
- 1977: documenta 6, Kassel
- 1975: David Rabinowitch, mit Klaus Rinke Museum Wiesbaden[10], Wiesbaden

## Werke in öffentlichen Sammlungen
- Skulpturengarten der Kunsthalle Bielefeld
- Immanuel-Kant-Park Duisburg
- Schlosspark Haus Weitmar Bochum

## Auszeichnungen (Auswahl)
- 1974: Kunstpreis des New York State Council
- 1977: Auszeichnung des Canada Council, den Victor M. Lynch Award of Distinction